# 山田透
山田 透（やまだ とおる、1951年10月20日 - ）は、日本のフリーアナウンサー。キャスト・プラス（TBSスパークル）所属。
1990年代後半より一時期、山田 くらのすけのマイクネームを用いてテレビ出演していたことがある。

## 来歴・人物
秋田県の出身で、秋田南高校・明治学院大学卒業後の1975年にラジオ関東にアナウンサーとして入社。プロ野球中継や競馬中継、電リク番組などを担当。
ニッポン放送のメイン実況アナウンサーだった深澤弘にスカウトされ、1983年にニッポン放送へ移籍。ニッポン放送では『ニッポン放送ショウアップナイター』の実況を担当した。
1996年12月にニッポン放送を退社した後は、『スポーツTODAY』（テレビ東京）の「激生実況」や、『プロ野球ニュース』（フジテレビONE）の試合報告アナウンサーをつとめる。2000年から2002年オフまで古巣のラジオ日本で「ラジオ日本ジャイアンツナイター」やナイターオフ番組などを担当していた。
2003年より、『ショウアップナイター』を中心に、実況アナウンサーとして再び活躍。ニッポン放送の退社後も、『ショウアップナイター』や、同局が裏送り向けに制作する中継では「ニッポン放送アナウンサー」という肩書を用いている。
アナウンサーを志したきっかけは、1964年東京オリンピック開会式の中継で北出清五郎・鈴木文弥（いずれも当時はNHKのスポーツアナウンサー）の実況に感銘を受けたことにあるという。自身もニッポン放送時代の1992年（ジャパンコンソーシアムの結成前）に民放ラジオ局のアナウンサーを代表してバルセロナオリンピックへ派遣されたばかりか、開会式の民放ラジオ向け中継で実況を担当している。

## エピソード
- 一時期、山田くらのすけ（蔵乃助）という芸名を名乗っていたこともある。これは、彼の実家の家訓に「山田家の長男はある一定の年齢を過ぎたら『蔵乃助』を名乗らなければいけない」というのがあり、それに従ったものである。
- プライベートではサウナとゴルフとガーデニングが趣味。
- 小学校（秋田市立旭北小学校）の後輩に攝津正が[要出典]、小学校と中学校（秋田市立山王中学校）の後輩に石山泰稚がいる。
- スポーツアナウンサーとしては2020年までに、10種類以上の種目・競技の中継で実況を経験。

## 現在の出演番組

### ラジオ
- ニッポン放送ショウアップナイター（ニッポン放送）
  - NRN・JRN[3]系列局向けの裏送り放送実況とホームチームレポート・系列局制作の中継ではビジターチームレポートも担当。（共に巨人・DeNA・ヤクルト・西武・ロッテ戦限定）

### テレビ
- プロ野球ニュース（フジテレビONE） - 試合結果報告アナウンサーとして不定期出演
- BS12 プロ野球中継（TwellV）・侍プロ野球（TBSニュースバード） - 共に千葉ロッテマリーンズ主催試合実況

### コマーシャル
- 住信SBIネット銀行（野球中継を模したCM。実況アナウンサー役=音声のみ）

## 過去の出演番組
- ニッポン放送
  - ショウアップナイターマンデースペシャル・デーブと山ちゃん マンデープロ野球天国
- 断然!!パ・リーグ主義!!（BS11、2011年まで）
- FOX SPORTS ジャパンBASEBALL CENTER（FOXスポーツ&エンターテイメント）・千葉ロッテマリーンズ戦（2014年まで）
- tvkプロ野球中継 横浜DeNAベイスターズ熱烈LIVE（tvk）
- 侍プロ野球・横浜DeNAベイスターズ戦（TBSニュースバード、2010年まで）

かつてTBSニュースバードで放送されていたものは球団製作であるため、2010年まではtvkとTBSニュースバードが同じ内容で放送される試合に出演するケースもあった。
- アール・エフ・ラジオ日本
  - 土曜・日曜競馬実況中継
  - ピーマンラジオカンパニー
  - 箱根駅伝実況中継
  - ラジオ日本ジャイアンツナイター
  - 男二人の体育会系!山田先輩・小林後輩
  - 情報横丁 山田とおる商店 営業中!
  - 新装開店!山田とおる商店 営業中!
- テレビ東京
  - 激生スポーツTODAY
- 毎日放送（MBSラジオ）
  - MBSベースボールパーク　プレミアムチャンネル土曜日第2部「バズヒロ政輝のエースで4番への道」（2021年1月30日・2月6日）

放送の時点でプロ野球実況歴1年半の「バズヒロ政輝」（毎日放送アナウンサーの三ツ廣政輝）に、実況の極意を伝えるゲストとして電話で出演。YouTubeとの連動番組で、収録の模様を収めた動画がMBSラジオ公式チャンネルの特設ページで公開されている。